# La Iglesuela del Cid
La Iglesuela del Cid è un comune spagnolo di 489 abitanti situato nella comunità autonoma dell'Aragona.